# Birkesjö
Birkesjö är en sjö i Vetlanda kommun i Småland och ingår i Mörrumsåns huvudavrinningsområde. Sjöns area är 0,048 kvadratkilometer och den är belägen 278 meter över havet.